# Ruitenwisservloeistof

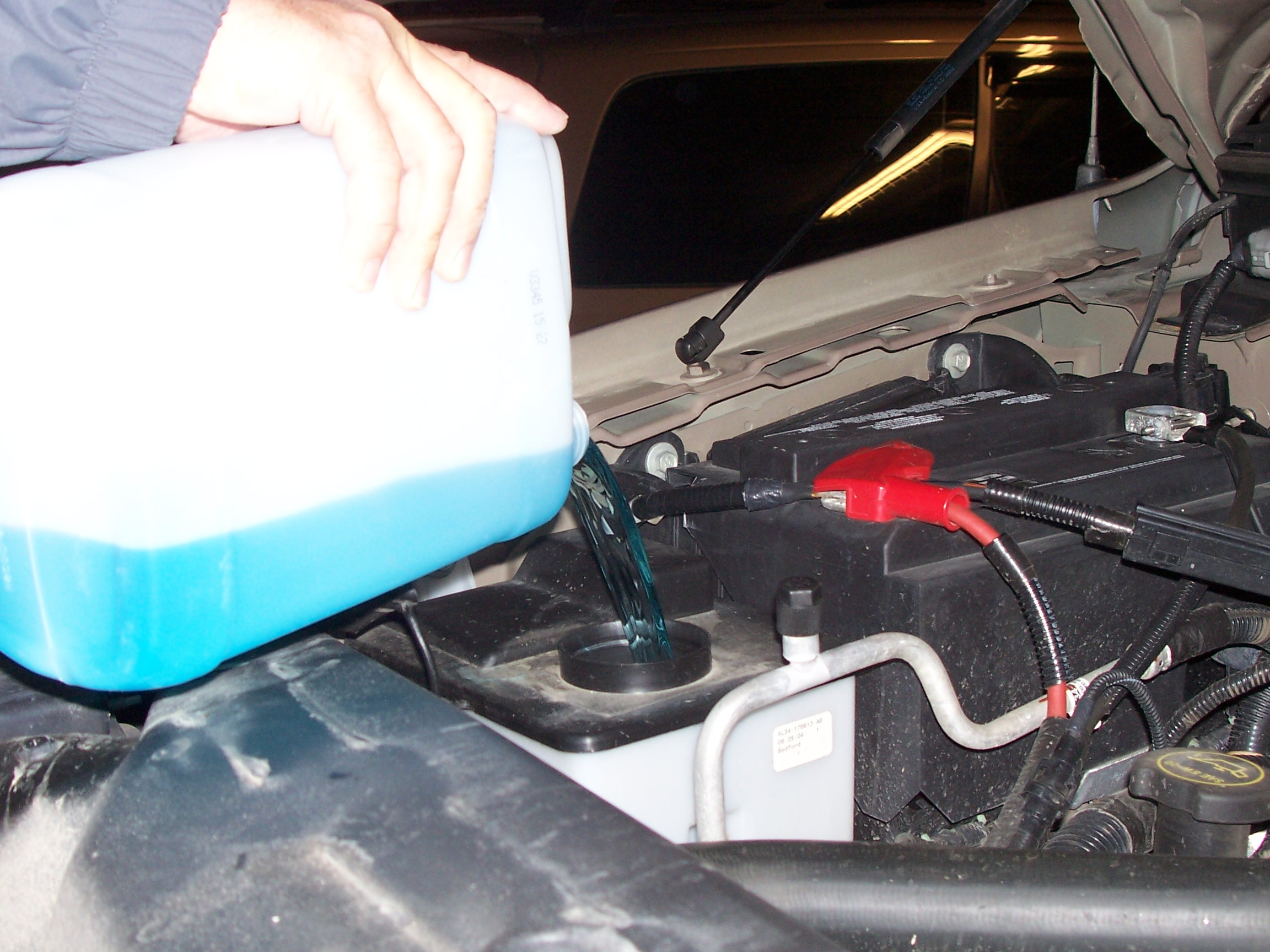
Het bijvullen van de ruitensproeiervloeistof in het daarvoor bestemde reservoir onder de motorkap

Ruitenwisservloeistof, ook wel ruitensproeiervloeistof, is een cocktail die in een auto wordt gebruikt om door middel van de ruitensproeier de voor- en soms ook achterruit van een auto te reinigen tijdens het rijden. Meestal door aan de hendel van de ruitenwissers te trekken, wordt de vloeistof op de voorruit gesproeid, waarna de wissers een aantal slagen maken om het weer te verwijderen en daarmee de vuiligheid van de ruit te krijgen.
Er bestaan twee soorten ruitenwisservloeistof; een variant voor in de zomer en de winter. De soort voor in de winter bevat anti-vries en zorgt ervoor dat de autoruiten en de leidingen en het reservoir van de vloeistof niet bevriezen. De zomervariant bevat een oplosmiddel dat ervoor zorgt dat aangeplakt vuil van de ruiten losweekt, zoals boomhars en dode insecten. De wintervariant is meestal blauw van kleur. De zomervariant is meestal roze, rood of geel.
Deze vloeistof kan bij een tankstation, bouwmarkt of auto-accessoirewinkel kant-en-klaar worden gekocht. Het kan ook zelf worden gemaakt door twee delen water, een deel brandspiritus en een scheutje afwasmiddel te mengen. In gebieden met hard water verdient gedestilleerd water de voorkeur boven leidingwater. 
In Nederland kan een automobilist een bekeuring krijgen als de ruitenwisserinstallatie niet naar behoren functioneert.

## Verlichting
Sommige auto's hebben ook ruitenwissers op de koplampen. Soms gebruiken die ook ruitenwisservloeistof om tijdens het rijden de lampen te reinigen. 
Werkende koplampsproeiers zijn bij auto's, voorzien van (bi)-xenonlampen, verplicht voor auto's, die in gebruik zijn genomen na 31 december 2006. Dit ter voorkoming van verblinding van andere verkeersdeelnemers, bij vervuilde koplampglazen.